# Iferhounène
Iferhounene là một đô thị thuộc tỉnh Tizi Ouzou, Algérie. Dân số thời điểm năm 2002 là 14.535 người.